# Ramón Catramboni
Ramón Catramboni, Chiquito, (n ca. 1948), es un cantante de música folklórica de Argentina, con registro de barítono. Durante un tiempo fue músico de Cesar Isella, integró el trío Los Juglares y luego ingresó al grupo Los Trovadores en 1975, en reemplazo de Héctor E. Anzorena y se retiró en 1991. Con posterioridad ha dirigido al grupo Cantoamigo. Actualmente enseña la cátedra de Música en el Colegio Nacional de Monserrat

## Trayectoria
Los Trovadores son uno de los grupos que se destacaron por influir profundamente en la renovación de la música folklórica de Argentina durante la década de 1960, consagrándose en el Festival de Cosquín en 1963.
Chiquito Catramboni se integró al grupo en 1975. Entre 1980 y 1982 se retiraran "Pancho" Romero y Carlos Pino, miembros originales y voces emblemáticas de Los Trovadores. Apareció entonces un nuevo quinteto formado por "Quito" Figueroa, Ramón "Chiquito" Catramboni, Miguel Ángel Aguirre (luego reemplazado por Poppy Scalisi), Enzo Giraudo y Carlos Fredi. En esta etapa el grupo cambió el cancionero incorporando temas vinculados el contenido de recuperación de la democracia y a formas renovadas de la interpretación del folklore. Graban los álbumes Todavía cantamos (1982), Imagínalo (1983), Pequeñas historias (1985) y José Pedroni (1989), este último musicalizando poemas del poeta argentino José Pedroni, y la participación de Antonio Tarragó Ros, Carlos Carella, Enrique Llopis y Silvina Garré.
En 1990 se retiró del grupo. Con posterioridad ha dirigido al grupo Cantoamigo.

## Obra

### Álbumes

#### Con Los Trovadores
1. Los pueblos de gesto antiguo, CBS, 1978
2. Canciones, CBS, 1980
3. Todavía cantamos, CBS, 1982
4. Imagínalo, CBS, 1983
5. Pequeñas historias, CBS, 1985
6. José Pedroni, Redondel, 1989